# سومانن
سومانن (به انگلیسی: Sumanene) یک ترکیب شیمیایی است. و جرم مولی آن ۲۶۴٫۳۲ می‌باشد.